# Lanceur lourd
Pour un article plus général, voir Lanceur (astronautique).

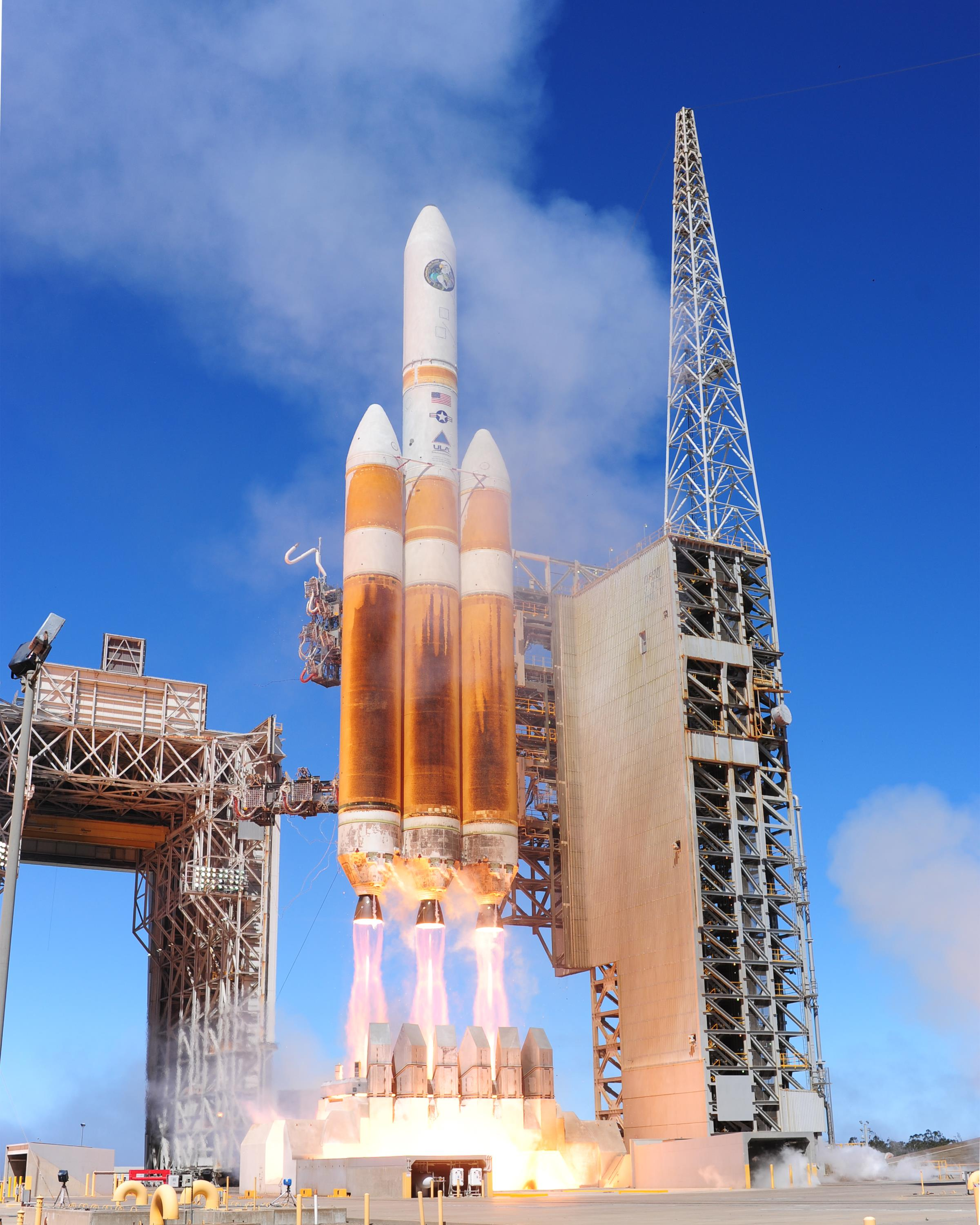
Le lanceur Delta IV Heavy.

Un lanceur lourd est un lanceur spatial capable de placer une charge utile de masse comprise entre vingt et cinquante tonnes en orbite terrestre basse. Un lanceur lourd se situe à mi-chemin entre un lanceur moyen et un lanceur super lourd.

## Comparaison de lanceurs lourds

### Lanceurs opérationnels
| Lanceur                             | Pays ou Agence multinationale | Constructeur                                         | Masse sur LEO (kg)               | Masse sur GTO (kg)                       | Coût (Millions US$) | Coût/kg (LEO)       | Coût/kg (GTO)       | Vols réussis/Nbre de vols total | Statut       |
| ----------------------------------- | ----------------------------- | ---------------------------------------------------- | -------------------------------- | ---------------------------------------- | ------------------- | ------------------- | ------------------- | ------------------------------- | ------------ |
| Falcon Heavy (version réutilisable) | États-Unis                    | SpaceX                                               | 38 000-45 000                    | 8 000                                    | 97                  | 2 553-2 155         | 12 125              | 10/10                           | Opérationnel |
| New Glenn                           | États-Unis                    | Blue Origin                                          | 45 000                           | 13 000                                   |                     |                     |                     | 1/1                             | Opérationnel |
| Delta IV Heavy                      | États-Unis                    | United Launch Alliance                               | 28 790                           | 14 220                                   | 350                 | 12 157              | 24 613              | 15/16                           | Opérationnel |
| Vulcan                              | États-Unis                    | United Launch Alliance                               | 27 200                           | 15 300                                   |                     |                     |                     | 2/2                             | Opérationnel |
| Longue Marche 5                     | Chine                         | Académie chinoise de technologie des lanceurs (CALT) | 25 000(planifiée) 23 000 (CZ-5B) | 14 000(planifiée) 13 000 (CZ-5)          |                     |                     |                     | 8/9                             | Opérationnel |
| Angara A5                           | Russie                        | GNPKZ Krounitchev                                    | 24 500                           | 6 600                                    |                     |                     |                     | 4/4                             | Opérationnel |
| Proton M                            | Russie                        | GNPKZ Krounitchev                                    | 23 000                           | 6 920                                    | 100                 | 4 348               | 14 451              | 104/115                         | Opérationnel |
| Falcon 9 FT et B5                   | États-Unis                    | SpaceX                                               | 22 800 (consommable)             | 8 300 (consommable) 5 500 (réutilisable) | 67 (consommable)    | 2 939 (consommable) | 8 072 (consommable) | 322/323                         | Opérationnel |
| Ariane 6 (A62)                      | ESA                           | ArianeGroup                                          | 10 350                           | 5 000                                    |                     |                     |                     | 3/3                             | Opérationnel |
| H-III                               | Japon                         | Mitsubishi Heavy Industries                          |                                  | 6 500                                    |                     |                     |                     | 2/3                             | Opérationnel |

### Lanceurs en développement
| Lanceur        | Pays ou Agence multinationale | Constructeur      | Masse sur LEO (kg)                         | Masse sur GTO (kg)   | Coût (Millions US$) | Coût/kg (LEO) | Coût/kg (GTO) | Vol inaugural planifié | Vols réussis/Nbre de vols total | Statut        |
| -------------- | ----------------------------- | ----------------- | ------------------------------------------ | -------------------- | ------------------- | ------------- | ------------- | ---------------------- | ------------------------------- | ------------- |
| Angara A7V     | Russie                        | GNPKZ Krounitchev | 40 500                                     |                      |                     |               |               | 202X                   | 0/0                             | A l'étude     |
| Ariane 6 (A64) | ESA                           | ArianeGroup       | 21 650                                     | 11 500               |                     |               |               | 2025                   | 0/0                             | Développement |
| Terran R       | États-Unis                    | Relativity Space  | 33 500 (consommable) 23 500 (réutilisable) | 5 500 (réutilisable) |                     |               |               | 2026                   | 0/0                             | Développement |

### Lanceurs retirés du service
| Lanceur                     | Pays ou Agence multinationale | Constructeur                                                         | Masse sur LEO (kg)             | Masse sur GTO (kg)                   | Masse sur TLI (kg) | Coût (Millions US$) | Coût/kg (LEO)   | Coût/kg (GTO)   | Vols réussis/Nbre de vols total | Statut |
| --------------------------- | ----------------------------- | -------------------------------------------------------------------- | ------------------------------ | ------------------------------------ | ------------------ | ------------------- | --------------- | --------------- | ------------------------------- | ------ |
| Navette spatiale américaine | États-Unis                    | Thiokol (SRBs) Martin Marietta (ET) Rockwell International (Orbiter) | 24 500 (133 500 avec orbiteur) | 3 810                                |                    | 300                 | 10 416          | 50 874          | 132/135                         | Retiré |
| Proton K                    | Union soviétique Russie       | GNPKZ Krounitchev                                                    | 22 776                         |                                      |                    | 85                  | 4 302           | 18 359          | 275/311                         | Retiré |
| Titan IVB                   | États-Unis                    | Lockheed Martin                                                      | 21 682                         | 5 761 (9 000 avec l'étage supérieur) |                    | 250 - 350           | 11 530 - 13 836 | 43 395 - 60 753 | 15/17                           | Retiré |
| Ariane 5 ES                 | ESA                           | ArianeGroup                                                          | 21 000                         | 8 000                                |                    |                     |                 |                 | 8/8                             | Retiré |
| Ariane 5 ECA                | ESA                           | ArianeGroup                                                          | 21 000                         | 10 700                               |                    |                     |                 |                 | 111/116                         | Retiré |

### Projets abandonnés
| Lanceur            | Pays ou Agence multinationale | Constructeur                        | Masse sur LEO (kg) | Masse sur GTO (kg) | Coût (Millions US$) | Coût/kg (LEO) | Coût/kg (GTO) | Vols réussis/Nbre de vols total | Statut           |
| ------------------ | ----------------------------- | ----------------------------------- | ------------------ | ------------------ | ------------------- | ------------- | ------------- | ------------------------------- | ---------------- |
| Atlas V HLV        | États-Unis                    | United Launch Alliance              | 29 420             | 13 000             |                     |               |               | 0/0                             | Projet abandonné |
| Ariane 5 ME        | ESA                           | EADS Astrium                        | 23 000             | 12 000             |                     |               |               | 0/0                             | Projet abandonné |
| OmegA              | États-Unis                    | Northrop Grumman Innovation Systems | 22 000             | 9 200              |                     |               |               | 0/0                             | Projet abandonné |
| VentureStar (SSTO) | États-Unis                    | Lockheed Martin                     | 20 412             |                    |                     |               |               | 0/0                             | Projet abandonné |